# Kjell Lundholm
Kjell Olof Lundholm, född 25 juni 1938 i Piteå, död 11 augusti 2022 i Gammelstad, var en svensk museiman.
Lundholm blev filosofie kandidat vid Uppsala universitet 1960, filosofie magister 1963 och filosofie licentiat 1969. Han tjänstgjorde vid Uppsala universitet och olika museer 1962–1967, blev förste antikvarie på Norrbottens museum 1968, tillförordnad landsantikvarie där 1975, var landsantikvarie 1981–1987 och förlagsredaktör 1988–1993. Han har författat skrifter och tidningsartiklar i kulturhistoriska ämnen till exempel Norrbotten (1985), Norrbotten i den svenska historien (1993) och Elektriciteten i Luleå 100 år (1996).